# 42 Dywizja Rakietowa
42 Tiagilska Dywizja Rakietowa (ros. 42-я ракетная Тагильская дивизия) – związek taktyczny Wojsk Rakietowych Przeznaczenia Strategicznego Związku Radzieckiego, następnie – Federacji Rosyjskiej
Dywizja podlega 31 Armii Rakietowej z Orenburga; stacjonuje w mieście Swobodnyj w obwodzie  swierdłowskim.   W 2008 dysponowała 36 zestawami strategicznych rakiet balistycznych RS-12M.
 Dywizja wchodziła w skład 31 Armii Rakietowej.
W 2012 podjęto decyzję o uruchomieniu procesu przezbrajania dywizji w mobilne i stacjonarne zestawy RS-24.

## Struktura organizacyjna
2011
- dowództwo – Niżnyj Tagił[6]
- 142 Gwardyjski Rosławlski pułk rakietowy
- 433 Gwardyjski pułk rakietowy
- 804 pułk rakietowy
- 2446 techniczna baza rakietowa
- 292 węzeł łączności